# Herja
Herja ist der Name einer weiblichen literarischen Figur aus der Nordischen Mythologie. In der Edda erscheint sie als namentliche Protagonistin der Walküren.
Snorri Sturluson zählt die Herja in seiner Synonymenliste in der Skáldskaparmál seiner Prosa-Edda auf. Diese Auflistung steht im Kontext seiner didaktischen Konzeption als Hilfsmittel für die poetologische Ausbildung der Skalden, daher als Þulur („Wortreihe“) bezeichnet. In Skáldskaparmál 17 bindet Snorri Herja namentlich im Hrungnir-Mythos ein und rezitiert hier aus Þjóðólfrs Schildgedicht der Haustlǫng, in dem dieser den Namen der Herja in einer Komposition einbindet und die Figur des Hrungnir hierdurch kenntlich umschreibt (Kenning). 

„Vingnis herju heimþinguðr.“

„der Besucher der Heergefährtin des Vingnir.“

Rudolf Simek vergleicht den Namen etymologisch mit dem althochdeutschen herjón mit der Bedeutung von etwas verheeren oder verwüsten und leitet die Form von germanisch *Harjaza ab. Er verweist des Weiteren auf den inschriftlichen Beleg des Namens der Göttin Hariasa aus der Germania inferior des 2. Jahrhunderts.